# Iranocichla hormuzensis
Iranocichla hormuzensis är en fiskart som beskrevs av Brian W. Coad 1982. Iranocichla hormuzensis ingår i släktet Iranocichla och familjen Cichlidae. Inga underarter finns listade i Catalogue of Life.